# Koca Kasım Ağa
 Koca Kasım Ağa  était un architecte ottoman d’origine albanaise. Il fut architecte impérial en chef sous Mourad IV puis Ibrahim Ier de 1622 jusqu’en 1644 quand il fut exilé pendant un an pour des raisons politiques.

## Biographie
Originaire d’Albanie, il devint architecte de formation à Istanbul sous Davud Ağa. Il fut assistant de Mimar Sinan et nommer architecte en chef en 1622, à la suite de la mort de son prédécesseur, Hasan Ağa.
À la suite de conflits politiques internes, il est exilé en 1644, avant de retourner à la cour ottomane pour poursuivre une carrière politique.

## Contributions
Koca Kasım Ağa construisit plusieurs des pavillons du palais impérial Topkapi. Il conçut aussi le Bazar aux épices à Istanbul.